# دان فرينش
دان فرينش (بالإنجليزية: Dan French)‏ هو سياسي أمريكي، ولد في 29 يونيو 1981. حزبياً، نشط في الحزب الديمقراطي.